# Knollenkalk

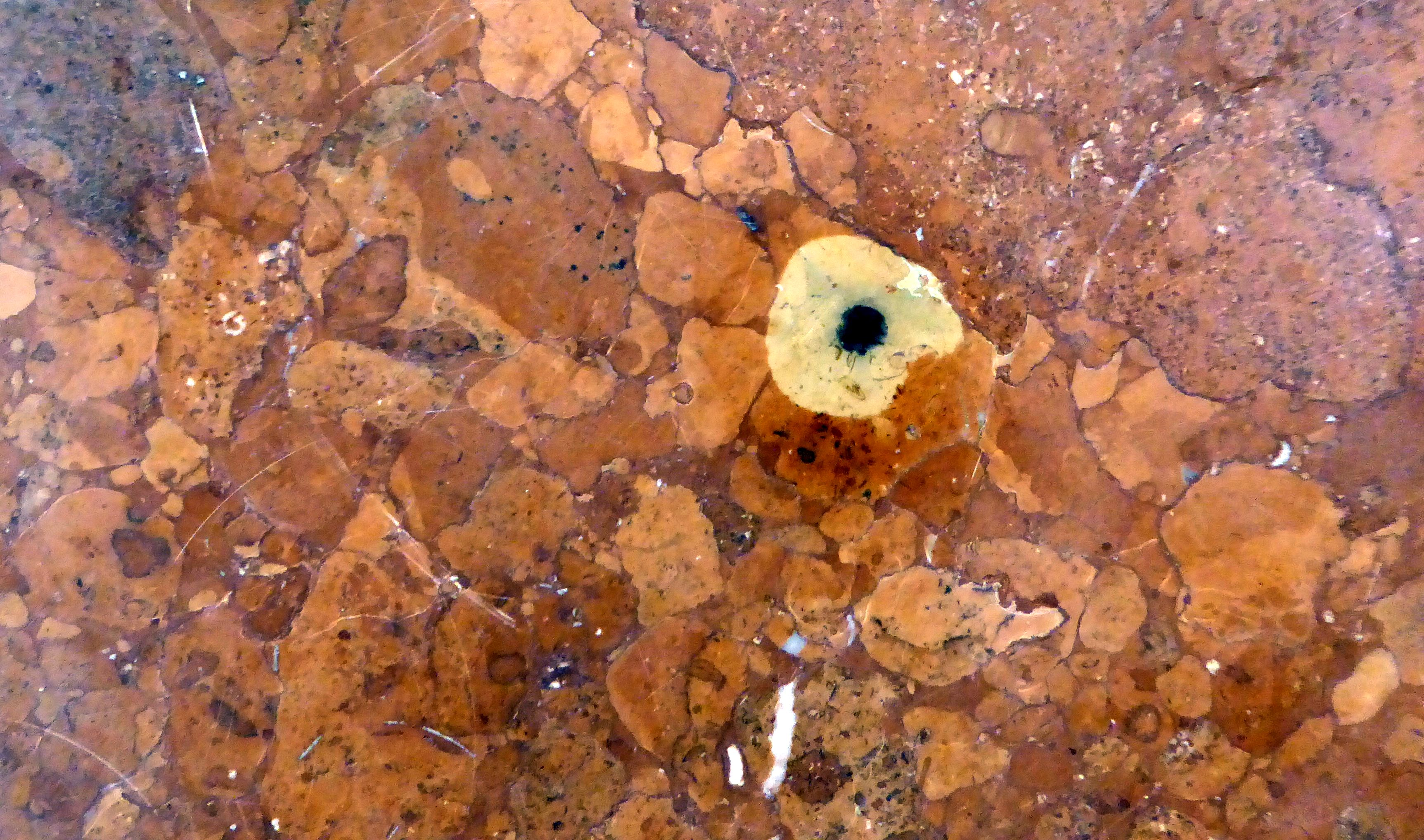
Adneter Knollenkalk. Typ Wimberg mit Entfärbung

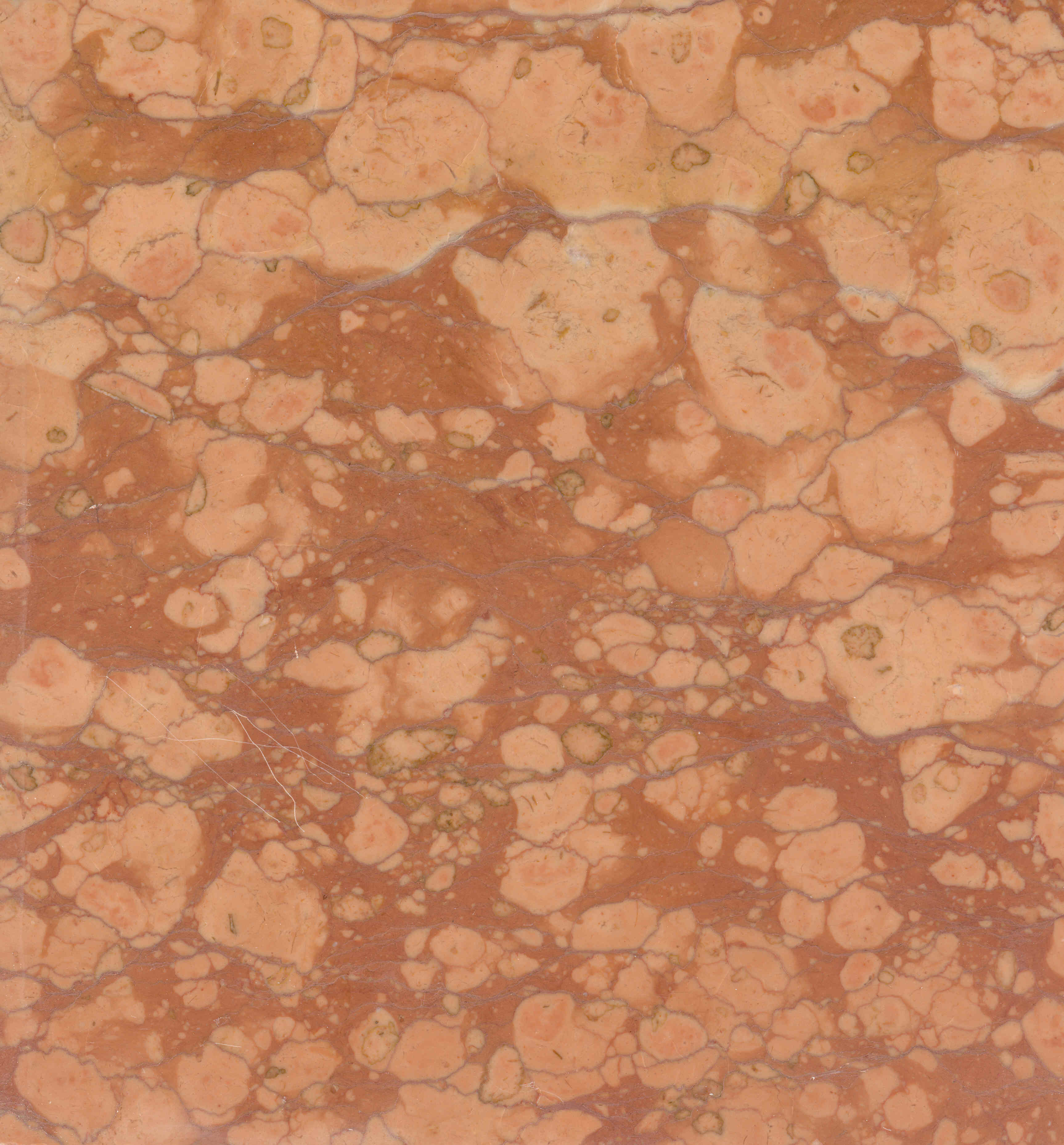
Knollenkalk aus Sant’Ambrogio (Valpolicella), ca. 18 × 14 cm

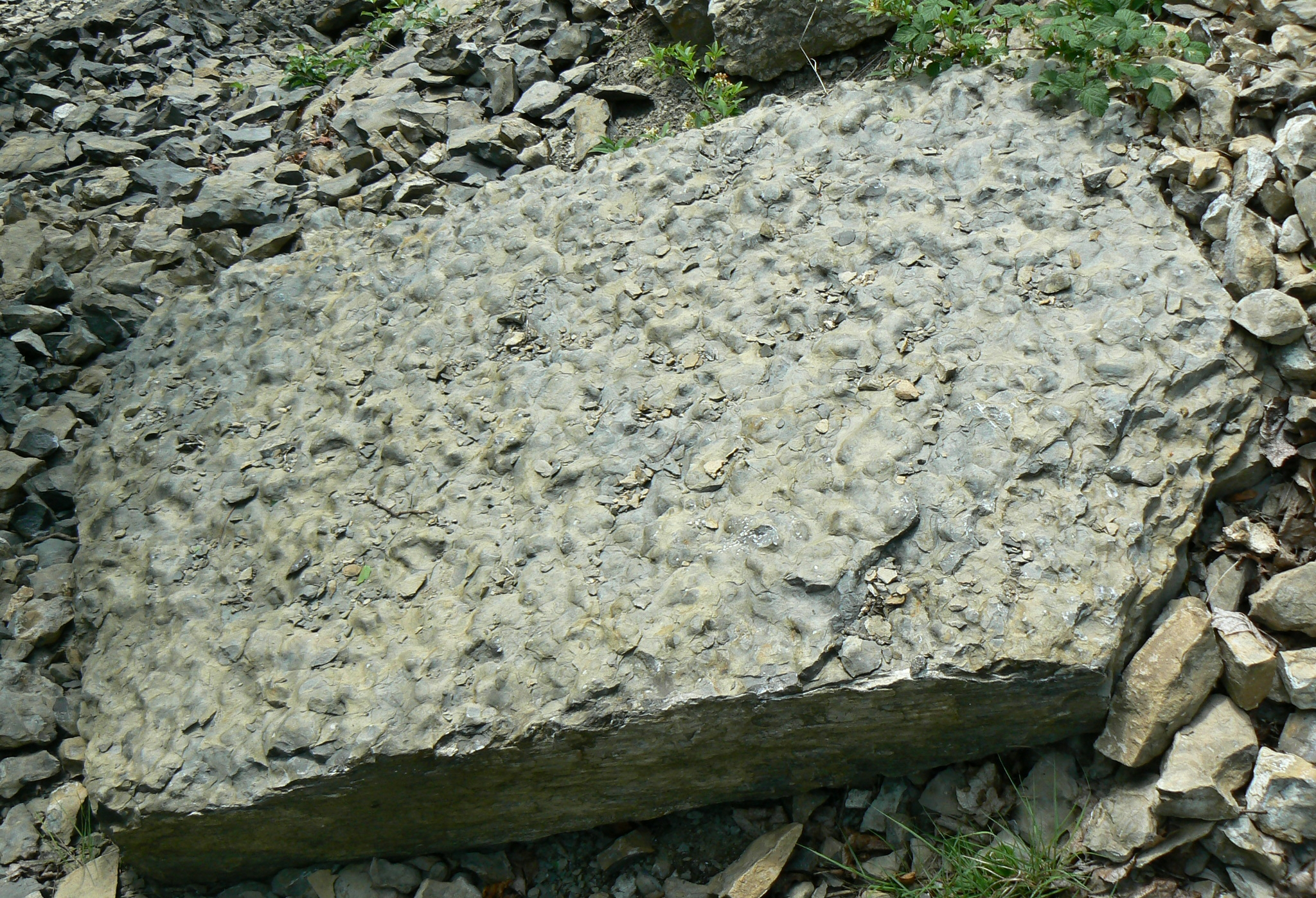
Knollenkalk, Blick auf die Sedimentationsebene

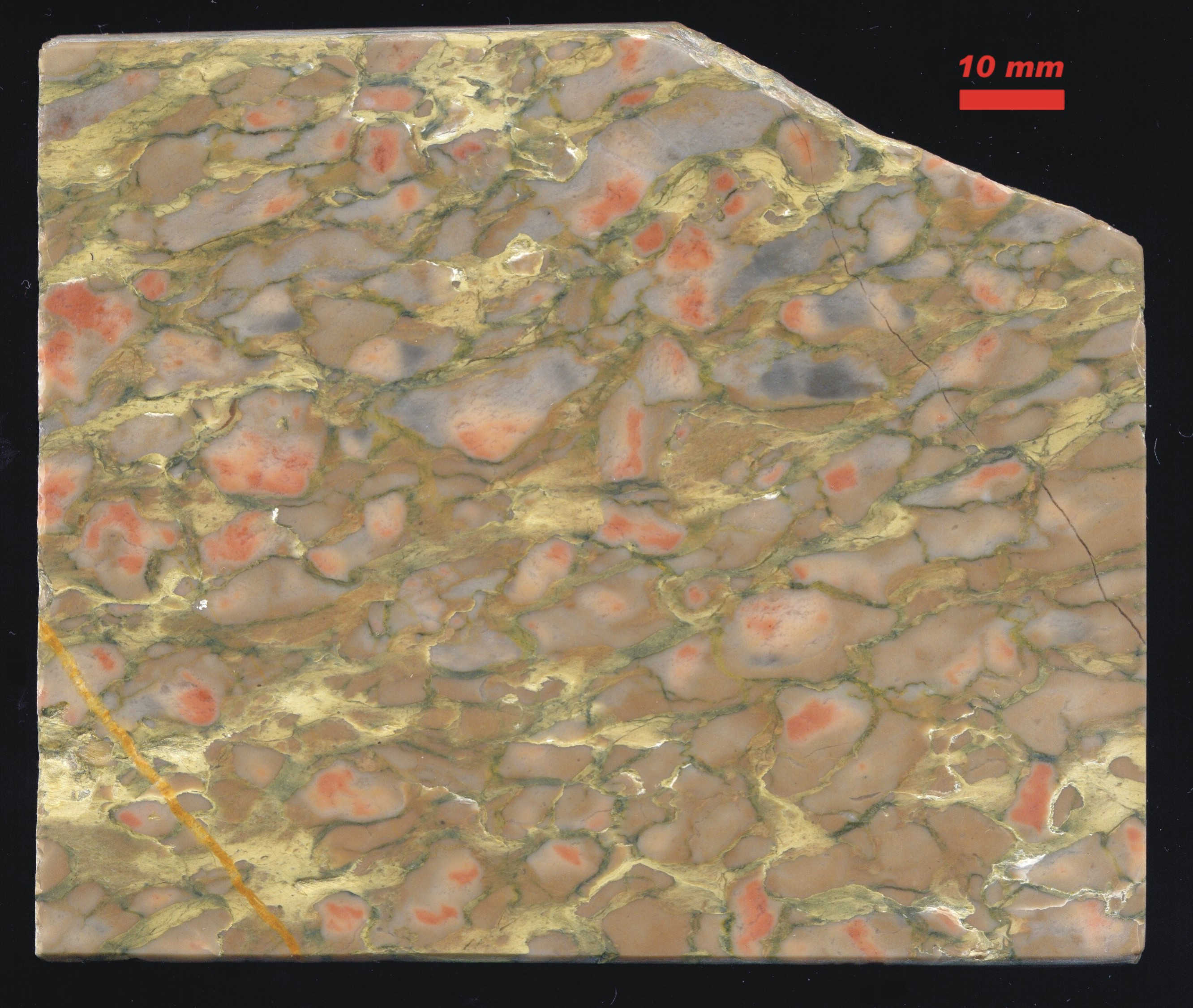
Devonischer Knotenkalk

Knollenkalke oder Knotenkalke sind Kalksteine, die meist als farbige Gesteine ins Auge fallen. Ihre Entstehung durch Diagenese (Verpressung und Zementation) von Kalkschlämmen, die in Meeren abgelagert werden und sich zu knotenartigen Konkretionen verformten, ist eine gängige Erklärung. Der im Kalkschlamm befindliche Ton wurde teilweise an die Knollenrandzonen in Schichten angelagert und verpresst. Diese Vorgänge führen in Meerestiefen ab etwa 300 Metern zur Gesteinsbildung. Die Tonminerallagen umschließen in manchen Knollenkalken die Karbonatansammlungen im Gestein vollständig und verstärken dadurch den optischen Eindruck, der für diese Gesteine namensprägend ist. Bei roten Knollenkalksteinen resultiert die Farbe aus Hämatit. Zahlreiche Knollenkalke entstanden im Devon.
Die Bildung mancher Knollenkalke wird jedoch auch mit metamorphen Vorgängen erklärt. Durch tektonische Beanspruchung bildeten sich über Schieferungsprozesse und unter Drucklösungserscheinungen des Kalkes entsprechende planare Texturen von Tonhäutchen um die verbleibenden Kalkansammlungen. Die Bildung der Knollenkalke ist ein Forschungsgebiet, auf dem sich seit Hanns Bruno Geinitz und Carl Wilhelm von Gümbel zahlreiche Geologen betätigt haben und zu unterschiedlichen Deutungen gekommen sind.

## Verwendung und Vorkommen
Wegen ihres strukturell wechselhaften und farbig lebendigen Erscheinungsbildes sind sie zu dekorativen Zwecken verwendet worden. Je nach Witterungsbeständigkeit können sie außen oder nur innen eingesetzt werden.
In Europa sind Knollenkalke in Bayern, Thüringen, Sachsen, Böhmen, Mähren, Ungarn, Österreich, Norditalien und Südfrankreich für architektonische, bildhauerische Zwecke und für die Ebenisterie gewonnen worden. Die Sorten aus Italien wurden im Raum Bayern vornehmlich als Säulen und Balustraden verbaut. In Italien insbesondere am Gardasee werden auch Straßenbordsteine und Bodenbeläge auf Fußgängersteigen daraus gefertigt. Die Adneter Marmore aus dem Land Salzburg, besonders die roten Adneter Knollenkalke aus dem Wimberg- und dem Lienbacherbruch, sind die Träger der gesamten gotischen Österreichisch-bayrischen Grabmalplastik.
Das Bayerische Landesamt für Umwelt hat den Steinbruch am Hasslberg bei Ruhpolding, in dem Knollenkalke als Ruhpoldinger Marmor aufgeschlossen sind, zum Geotop erklärt.

## Handelssorten
- Rosso Verona (Italien, Sant’Ambrogio di Valpolicella bei Verona)
- Rosso Asiago (Italien, Asiago)
- Bianco Asiago (Italien, Asiago)
- Ruhpoldinger Marmor (Bayern, Ruhpolding)
- einige Sorten des Adneter Marmors (Österreich, Adnet)
- Moneasa Rouge (Rumänien, Moneasa)